# سیارک ۲۰۳۷۳
سیارک ۲۰۳۷۳ (به انگلیسی: 20373 Fullmer، نامگذاری:1998KX37) بیست هزار و سیصد و هفتاد و سومین سیارک کشف شده‌است که در ۲۲ مه ۱۹۹۸ کشف شد.
قدر مطلق سیارک برابر ۱۶.۲ است.